# Cassida aurora
Cassida aurora es un coleóptero de la familia Chrysomelidae.
Fue descrita científicamente por primera vez en 1907 por Weise.